# Gravina Islands
Le Gravina Islands sono un gruppo di isole che fa parte dell'arcipelago Alessandro nell'Alaska sud-orientale (USA).  La maggior parte delle isole si trova all'interno della Tongass National Forest.

## Geografia
Le isole Gravina si trovano a est dell'isola Principe di Galles e sono delimitate dello stretto di Clarence ad ovest e dal canale Revillagigedo ad est. Le isole maggiori sono:
- Gravina Island
- Annette Island
- Duke Island
- Mary Island

## Toponimo
L'esploratore spagnolo Jacinto Caamaño diede il nome di Isle de Gravina al gruppo nel 1792, in onore dell'ammiraglio italiano Federico Carlo Gravina.